# Casemates de Rountzenheim
La casemate de Rountzenheim Nord et la casemate de Rountzenheim Sud sont deux casemates d'infanterie d'intervalle de la ligne Maginot. Elles sont situées sur la commune de Rœschwoog, derrière le camping, au nord de la voie ferrée.

## Description
Les casemates sont à flanquement simple, c’est-à-dire qu'elles ne possèdent qu'une seule chambre de tir qui est orientée vers le nord. Elles possèdent une galerie de liaison souterraine entre elles. Elles furent construites en 1932 pour accueillir chacune 15 hommes de troupe, un sous-officier et un officier. Pour chaque casemate, ses dimensions au sol hors tout sont : 19 × 14 mètres, pour une hauteur de 7,5 mètres. La dalle de béton mesure quant à elle 2 mètres d'épaisseur et les murs extérieurs 2,25 mètres pour les murs exposés et 1 mètre pour les murs arrière.
L'intérieur de chaque casemate s'organise sur un seul niveau, dans lequel on trouvera :
- un couloir d'entrée ;
- une chambre de repos ;
- une chambre de tir ;
- une latrine ;
- un puits d'accès à la cloche GFM ;
- une réserve d'eau potable ;
- un couloir de galerie menant à l'autre casemate.

## Armement
Pour sa défense rapprochée, chaque casemate dispose de deux fusils-mitrailleurs de 7,5 mm et d'une cloche GFM. L'un des FM est situé en protection de la porte d'entrée, l'autre sur les créneaux de la chambre de tir et le fossé diamant.
Dans la chambre de tir se trouvent deux jumelages de mitrailleuses de 7,5 mm. L'un d'entre eux peut être remplacé en cas de nécessité par un canon antichar de 37 mm.
Un mortier de 50 mm peut être adapté sur la cloche GFM. Des goulottes lance-grenades sont situées sur les créneaux de la chambre de tir.

## État actuel
Les casemates sont environnées de broussailles et d'arbustes, l'accès de la casemate nord est très difficile (sauf en passant par la casemate de Rountzenheim Sud). Leurs fossés diamant sont inondés et leurs chambres de tir ont été endommagées par le sabotage du canon de 37 mm. L'intérieur et la galerie de liaison sont par contre très secs pour la casemate Nord et très humides pour la casemate Sud et les portes blindées sont toujours présentes.